# Chernabog (personaggio)
Chernabog è un cattivo Disney, un enorme e potente demone comparso nel noto film di Walt Disney Fantasia (1940), il terzo classico Disney. Si tratta del malvagio dio notturno che compare mentre si ascolta Una notte sul Monte Calvo di Modest Petrovič Musorgskij. Il nome costituisce un riferimento a Černobog, divinità slava del buio, mentre le sue fattezze fisiche sono ispirate all'attore ungherese Bela Lugosi, celebre per le sue interpretazioni in film horror, prima fra tutte quella del personaggio del Conte Dracula.

## Biografia del personaggio
Questo essere notturno compare in una parte del noto film della Disney Fantasia (1940), come antagonista del segmento finale del film. Durante una notte all'anno, si risveglia dal suo sonno per evocare gli spiriti dannati da un paesino vicino; si levano da cimiteri e terreno sconsacrato anime e spettri, scheletri avvolti nei sudari e figure incappucciate, che salgono verso il demone; arrivati alla montagna da dove Chernabog si innalza, cominciano a festeggiare sui bordi del cratere assieme ai mostruosi servitori del demone come se stessero eseguendo un sabba, mentre quest'ultimo ne prende alcuni a caso per creare strane illusioni e trasformazioni col fuoco e gettandoli poi nel fuoco e facendoli torturare dalle arpie. La notte continua fino al gran finale, cioè quando tutto termina con un grande bagliore; pronto a lanciare nuovi malefici, Chernabog è improvvisamente fermato dalle campane dell'Ave Maria, segno che l'alba è ormai vicina; di conseguenza, tutti gli spiriti ritornano a riposare mentre Chernabog, intimorito e accecato dalla luce mattutina, si copre con le sue ali e ridiscende nelle tenebre, in attesa di un futuro risveglio.

## Altri media

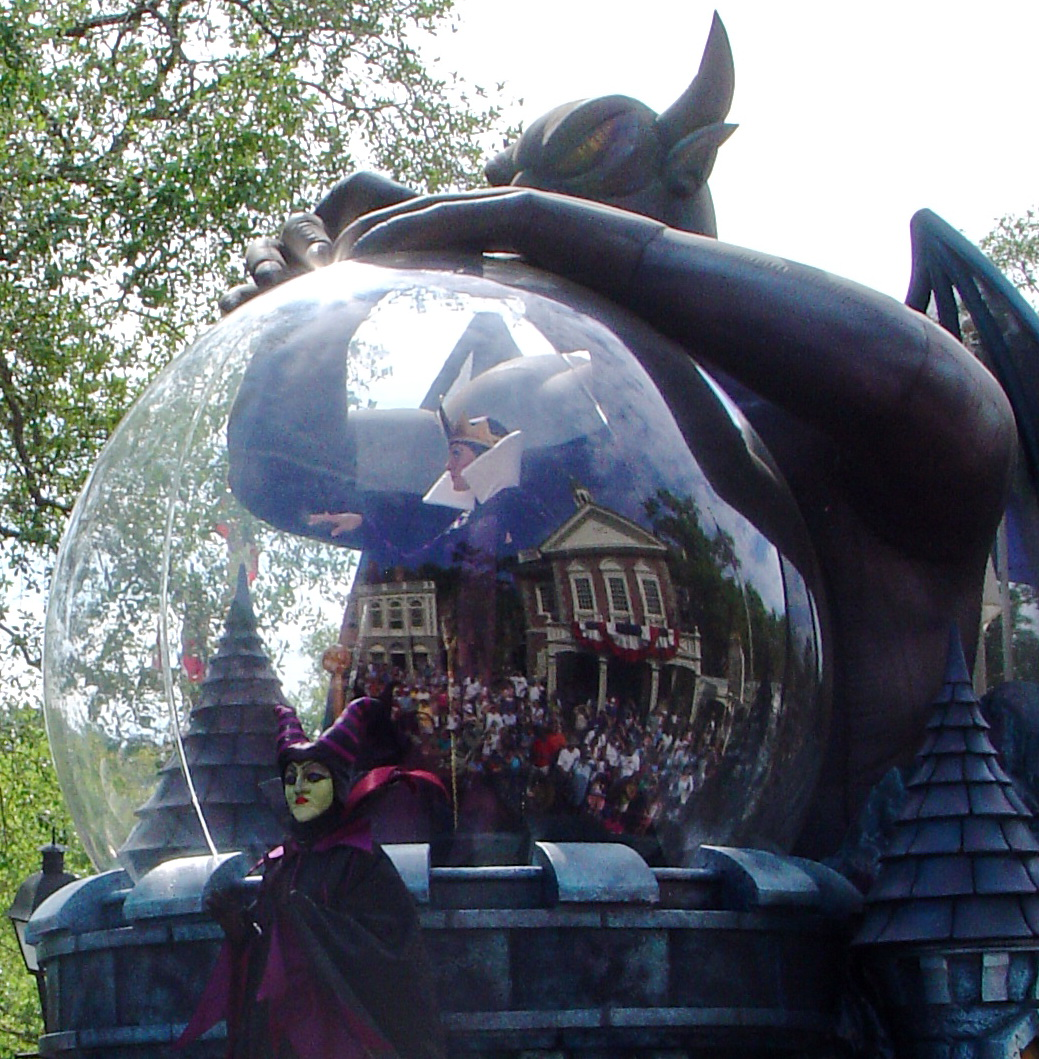
Chernabog, Malefica e Grimilde

### House of Mouse - Il Topoclub(2001-2003)
In questa nota serie animata, Chernabog è uno dei numerosi ospiti che vanno molte volte all'omonimo locale per vedere i numerosi cartoni trasmessi giornalmente e finalmente fa sentire il suono della sua voce. A differenza della sua prima apparizione, parla ed ha due grosse gambe; è anche molto più comico, malgrado la sua natura demoniaca, giungendo ad ammettere che ha "paura del buio". In Topolino & i cattivi Disney, tenta insieme agli altri malvagi, di impossessarsi del locale, ma alla fine viene cacciato con essi. Inoltre corteggia sempre Malefica la quale, per rendersi attraente, si trasforma in drago.

### Dylan Dog
Il mostro rappresentato in una delle ultime tavole, alla fine del numero 56 del fumetto Dylan Dog intitolato Ombre è una citazione del Chernabog di Disney.

### C'era una volta(2011-2018)
Nella quarta stagione della serie televisiva C'era una volta compare in un episodio come antagonista che si nutre delle più grandi Oscurità Latenti.

### Kingdom Hearts(2002)
Chernabog compare come boss da sconfiggere con tanto di accompagnamento musicale originale del film Disney. I nostri eroi dovranno abbatterlo volando e colpendolo ripetutamente alla testa.

### Once Upon a Studio(2023)
Appare nel cortometraggio che celebra il 100º anniversario della Disney Once Upon a Studio (2023) dove i cuccioli de La carica dei cento e uno (1961) guardano il lungometraggio Fantasia (1940) nella sequenza del risveglio del personaggio, il quale li terrorizza uscendo dallo schermo.